# Bohumil Němeček

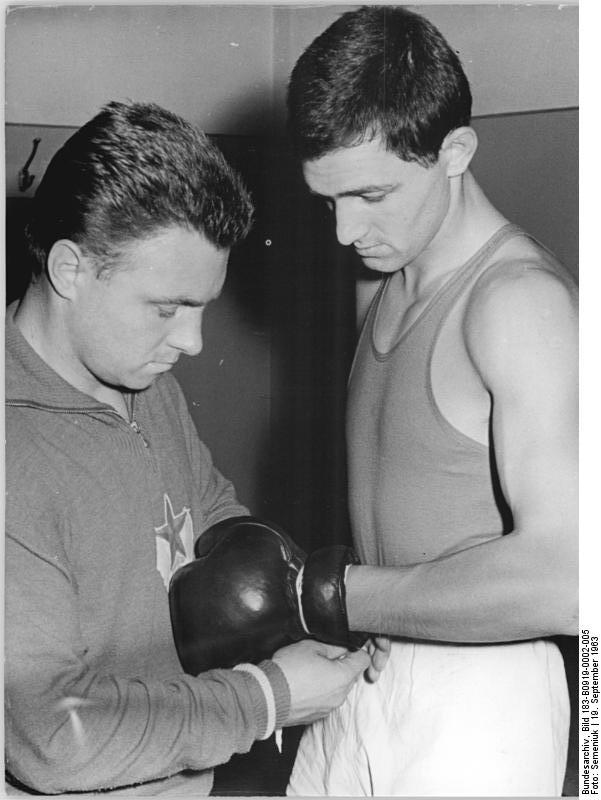
Němeček beim Internationalen Boxturnier 1963 in Berlin

Bohumil Němeček (* 2. Januar 1938 in Tábor, Tschechoslowakei; † 2. Mai 2010 in Ústí nad Labem, Tschechien) war ein tschechoslowakischer Boxer.

## Biografie
Němeček vertrat die Tschechoslowakei bei den Olympischen Sommerspielen 1960 in Rom bei den Boxwettbewerben und wurde im Finalkampf gegen Clement Quartey aus Ghana Olympiasieger im Halbweltergewicht. Quartey gewann dabei mit seiner Silbermedaille die erste Medaille bei Olympischen Spielen für den afrikanischen Kontinent. Němeček aus der ČSSR hatte im Halbfinale den US-Amerikaner Quincey Daniels mit 5:0 geschlagen. Im Finale war Němeček technisch deutlich überlegen. Quartey merkte man an, dass er kaum internationale Erfahrung hatte und so fiel das Ergebnis mit 5:0 für Němeček eindeutig aus.
Bei den Kämpfen um den Titel des Europameisters der Amateure im Halbweltergewicht unterlag er 1962 im Halbfinale Richardas Tamulis.
1967 wurde er dann jedoch Europameister und konnte sich dabei im Finale gegen Manfred Wolke, den DDR-Meister im Halbmittelgewicht durchsetzen.
Am 2. Mai 2010 verstarb er nach langer Krankheit in Ústí nad Labem.